# Judô nos Jogos Pan-Americanos de 1999
As competições de judô nos Jogos Pan-Americanos de 1999 foram realizadas em Winnipeg, Canadá.

## Quadro de medalhas
| Posição | País                     |    |    |    | Total |
| ------- | ------------------------ | -- | -- | -- | ----- |
| 1       | CUB Cuba                 | 9  | 1  | 4  | 14    |
| 2       | USA Estados Unidos       | 2  | 2  | 5  | 9     |
| 3       | BRA Brasil               | 1  | 3  | 6  | 10    |
| 4       | ARG Argentina            | 1  | 2  | 4  | 7     |
| 5       | CAN Canadá               | 1  | 1  | 4  | 6     |
| 6       | VEN Venezuela            | 0  | 3  | 1  | 4     |
| 7       | PUR Porto Rico           | 0  | 2  | 0  | 2     |
| 8       | DOM República Dominicana | 0  | 0  | 2  | 2     |
| 9       | ECU Equador              | 0  | 0  | 1  | 1     |
| 9       | MEX México               | 0  | 0  | 1  | 1     |
| Total   | Total                    | 14 | 14 | 28 | 56    |

## Masculino

### Até 60 kg
| POSIÇÃO | NOME                       |
| ------- | -------------------------- |
|         | Manolo Poulot (CUB)        |
|         | Denílson Lourenço (BRA)    |
|         | Juan Jacinto Jiménez (DOM) |
|         | Jorge Lencina (ARG)        |

### Até 66 kg
| POSIÇÃO | NOME                     |
| ------- | ------------------------ |
|         | Martin Ríos (ARG)        |
|         | Ludwig Ortíz (VEN)       |
|         | Yordanis Arencibia (CUB) |
|         | Alex Ottiano (USA)       |

### Até 73 kg
| POSIÇÃO | NOME                    |
| ------- | ----------------------- |
|         | James Pedro (USA)       |
|         | Carlos Méndez (PUR)     |
|         | Israel Hernández (CUB)  |
|         | Sebastian Pereira (BRA) |

### Até 81 kg
| POSIÇÃO | NOME                  |
| ------- | --------------------- |
|         | Gabriel Arteaga (CUB) |
|         | Flávio Canto (BRA)    |
|         | Dario García (ARG)    |
|         | Maxime Roberge (CAN)  |

### Até 90 kg
| POSIÇÃO | NOME                    |
| ------- | ----------------------- |
|         | Brian Olson (USA)       |
|         | Eduardo Costa (ARG)     |
|         | Yosvany Despaigne (CUB) |
|         | Keith Morgan (CAN)      |

### Até 100 kg
| POSIÇÃO | NOME                     |
| ------- | ------------------------ |
|         | Nicolas Gill (CAN)       |
|         | Yosvani Kessel (CUB)     |
|         | Marcelo Figueiredo (BRA) |
|         | Ato Hand (USA)           |

### Acima de 100 kg
| POSIÇÃO | NOME                   |
| ------- | ---------------------- |
|         | Ángel Sánchez (CUB)    |
|         | Daniel Hernandes (BRA) |
|         | Orlando Baccino (ARG)  |
|         | Douglas Cardozo (VEN)  |

## Feminino

### Até 48 kg
| POSIÇÃO | NOME                   |
| ------- | ---------------------- |
|         | Amarilis Savón (CUB)   |
|         | Roselys Guacaran (VEN) |
|         | Adriana Angeles (MEX)  |
|         | Lauren Meece (USA)     |

### Até 52 kg
| POSIÇÃO | NOME                   |
| ------- | ---------------------- |
|         | Legna Verdecia (CUB)   |
|         | Carolina Mariani (ARG) |
|         | Luce Baillargeon (CAN) |
|         | Fabiane Hukuda (BRA)   |

### Até 57 kg
| POSIÇÃO | NOME                     |
| ------- | ------------------------ |
|         | Driulis González (CUB)   |
|         | Roxana García (PUR)      |
|         | Brigitte Lastrade (CAN)  |
|         | Danielle Zangrando (BRA) |

### Até 63 kg
| POSIÇÃO | NOME                   |
| ------- | ---------------------- |
|         | Vania Ishii (BRA)      |
|         | Celita Schutz (USA)    |
|         | Kenia Rodríguez (CUB)  |
|         | Eleucadia Vargas (DOM) |

### Até 70 kg
| POSIÇÃO | NOME                   |
| ------- | ---------------------- |
|         | Sibelis Veranes (CUB)  |
|         | Xiomara Griffith (VEN) |
|         | Sandra Bacher (USA)    |
|         | Lorena Briceño (ARG)   |

### Até 78 kg
| POSIÇÃO | NOME                 |
| ------- | -------------------- |
|         | Diadenis Luna (CUB)  |
|         | Niki Jenkins (CAN)   |
|         | Edinanci Silva (BRA) |
|         | Amy Tong (USA)       |

### Acima de 78 kg
| POSIÇÃO | NOME                     |
| ------- | ------------------------ |
|         | Daima Beltrán (CUB)      |
|         | Colleen Rosensteel (USA) |
|         | Carmen Chala (ECU)       |
|         | Priscila Marques (BRA)   |